# Series of Dreams
Series of Dreams är en sång av Bob Dylan som ursprungligen skrevs för hans tjugosjätte album, Oh Mercy, och produducerades av Daniel Lanois. Sången användes dock inte på albumet, utan gavs i stället ut på The Bootleg Series Volumes 1-3 (Rare & Unreleased) 1961-1991 1991. Series of Dreams finns även med på Greatest Hits Volume 3 1994. En annan inspelning finns på The Bootleg Series Vol. 8: Tell Tale Signs (Rare & Unreleased) 1989-2006, utgiven 2008.
Series of Dreams nominerades till en Grammy för bästa musikvideo 1991.
Series of Dreams spelas i slutscenen av filmen Bombay Beach 2011, regisserad av Alma Har'el.